# G-Junior
G-Junior（ジージュニア）とは、タイ王国最大規模の芸能プロダクションGMM GRAMMY（GMMグラミー、通称グランミー）の次世代型タレント養成プロジェクトの呼称またはグループとしての名称である。

## 出身アーティスト
- GOLF&MIKE（GOLF-MIKE） G-Juniorからの初のユニットでG-Juniorの看板的存在。2005年11月アルバム『Golf-Mike』でデビュー。メンバーはGOLFとMIKEのニティーパイサンクン兄弟（一期生）

## 出身ユニット
- G-JR（ジージェイアール）

男性8名の選抜ユニット（一期生と二期生の混合）。2006年8月アルバム『10CLUB』でデビュー。しばし「G-Jr」とも綴られるがG-Juniorと紛らわしくまた素直に「ジージェイアール」と読めない為大文字の表記が一般的。略称は「GJR」（しかしタイではお国柄か表記は一定していない）。またよく「10CLUB」がユニット名だと勘違いされているが「10CLUB」はあくまでデビューアルバムのタイトルである。ちなみにメンバーのKen は日本とマレーシアのハーフな為、日本語を話す。「10CLUB」にはGOLF&MIKEも参加していたが（つまりG-Juniorからの「10人」）、2007年以降はGOLF&MIKE抜きで活動することが多く、イベント等でG-JR出演となっていてもGOLF&MIKE以外の8名のメンバーであることが殆どである（更に諸事情等により全員が出演しない場合もある）。2007年発売予定の2ndアルバムの詳細がまだ発表されていないので今後GOLF&MIKEが参加するのかどうかは不明だが、2007年2月現在本国での雑誌の記事や関係者の談話等から今後はGOLF&MIKEはG-JRとは別に活動していく模様。またデビュー後メンバー内で個別ユニットを組む予定があることが発表されていたが先日グランミーのファン向け公式情報サイトでJay、Ken、Ice がユニット「JKI」を組むことが発表された。またChin のソロデビューも決定している。
- Preppy G

初の女性ユニット（11名選抜）。2006年12月アルバム「Let's Go」でデビュー。メンバーは一期生と二期生の混合である。

## 概要
G-Juniorレッスン生はオーディションで選抜され（対象年齢は10歳から15歳まで）、専門の講師より歌、ダンス、演技、アクロバット等のトレーニングを受ける。
レッスンは週6日（土曜日を含む）放課後に行われとても厳しい。
2002年5月に第一期オーディションを行った。現在まで二期生を養成。
グランミー所属のアーティストのバックダンサーを務めたり、ミュージックビデオに俳優として出演したり、コンサートやイベントで活動するなど実践により次世代型アーティストを目指す。ユニットデビューをした後も定期的に歌やダンスなどのレッスンを受け個々の芸を磨いている。
現在のところ所属ユニットはCDデビューをしても明確にはG-Juniorを卒業という正式な発表が無い。但しGOLF&MIKEはほぼ単独扱いで事実上卒業していると言える。

## ジャニーズ事務所との関係
グランミーはジャニーズ事務所と提携関係にある。
GOLF&MIKEはタイでの活動と平行して日本でも活動しており、その際のマネジメントはジャニーズ事務所が行っている（2006年には期間限定で山下智久とGYMとして活動した）。しばしば「（タイ版）ジャニーズJr.」（タイJr.）と呼ばれるがこれらの呼称はあくまで日本国内でのもので、タイではGOLF&MIKEがジャニーズJr.（或いはもっと全般的にジャニーズ）の一員であるとは考えられていない。出身母体はあくまでG-Juniorである。
また実際日本での活動時にGOLF&MIKEがジャニーズJr.に入るか否かについては判断が難しい。それは他のジャニーズJr.のメンバーと経緯が異なること、既にJr.を卒業している山下智久とユニットを組んだこと、公式携帯サイトJohnny's Web（ジャニーズ事務所公式サイト）内にカテゴリが無いことからJr.ではないともとれるが、一方でJr.のイベント『ジャニーズJr.の大冒険!』（2006年）に参加したり雑誌等で「タイJr.」などと表記されていることがあり非常に曖昧だからである。
オーディション選抜、定期レッスンで生え抜きタレントを養成する点、所属事務所の先輩のバックダンサーを務める点、実践的にメディアに露出する点などジャニーズJr.とG-Juniorの共通点は多いが、G-Juniorには男性だけでなく女性も所属している点が大きく異なる。

## メンバー
括弧内、本名

### 一期生（2003年）
- GOLF&MIKE
  - GOLF（Pichaya Nitipaisalkul）
  - MIKE（Pirat Nitipaisalkul）
- G-JR
  - Nut（Sarun Ladawon（サラン・ラダーワン）、1987年8月27日 - ）
  - Happy（Park Rattanatithinun（パーク・ラッタナティティナン）、1988年12月14日 - ）
- Preppy G
  - Praew（Hassaya Isariyasereekul）
  - Beauty（Phutrapee Wongsittipat）
  - Mae（Sitapar Uttaburanont）※現在はSweet Vacationのボーカリストとして活動中
  - Tan（Pimnapa Wongwisawakon）
  - Teen（Patjaree pimsamaee）
  - Skye（Jocelyn Gandy）
- Neng（Apilak Chotchaipitakul）
- Ink（Kanison Patcharasorawut）

### 二期生（2004年）
- G-JR
  - Jay（Chayawat Thepchatri（シャヤーワッシャラ・テープシャートリー）、1989年1月24日 - ）
  - Chin（Chinnawut Indracusin（シンナウッド・インタラクーリン）、1989年8月13日 - ）
  - Ice（Panupong Voravanichaya（パーヌポング・ワラワニッシャヤー）、1991年4月25日 - ）
  - Guy（Guy Ellis（ガーイ・エルリス）、1992年2月6日 - ）
  - Ken（Kenichi Kasamatsu（かさまつ・けんいち）、1992年3月11日 - ）
  - Madiow（Akakorn Sukpumarin（アッカコーン・スックプマリン）、1992年5月31日 - ）
- Preppy G
  - Ploy（Natcha Chatlaong）
  - Lek（Suthinan Ampornchatchavan）
  - Tina（Nanthiya Wright）
  - Great（Nattanan Kiadladathanit）
- Pang（Pitcha Petcharoen）Preppy G
- Delie（Stephanie Kastner）
- Sai（Ratcha Auepaiboon）